# Lin Shu
Lin Shu (en xinès tradicional: 林紓; en xinès simplificat: 林纾; en pinyin: Lín shū) (Fuzhou 1852 - Pequín 1924) traductor, escriptor i editor xinès, considerat com el traductor més prolífic i influent de la literatura xinesa moderna.

## Biografia
Lin Shu va néixer el 8 de novembre de 1852 a Fuzhou, província de Fujian, en una família humil de comerciants. Va viure en una època de fortes convulsions internes (Rebel·lio dels Taiping) i externes (Guerra Sinojaponesa). No va poder anar a l'escola i va estudiar pel seu compte. Per ajudar a la família impartia classes en una escola local i feia de tutor particular. Es preparà pels exàmens imperials i també va estudiar pintura amb Chen Wentai.
El 1869 es va casar amb Liu Qiongzi. El 1882 va aprovar l'examen a nivell provincial i el 1895 va treballar com a examinador de nivells locals.
Va morir el 9 d'octubre de 1924 a Pequín.

### Treball com a traductor
La característica més peculiar de Lin Shu radica en el fet que va completar les seves traduccions sense pràcticament cap coneixement d'idiomes estrangers.
Com a mètode de traducció va utilitzar el sistema oral; els seus col·laboradors li llegien en veu alta cada obra a traduir i ell les transformava en obres escrites. Aquest mètode de traducció no era nou a la Xina, ja era conegut com el mètode duiyi o traducció cara a cara, i en l'època de Lin no tenia cap connotació negativa.
Un amic seu Wang Ziren (o Wang Shouchang) que havia viscut a França el va animar a traduir “La Dama de les Camèlies”, de Dumas, que Wang li llegia en veu alta i Lin en feia la transcripció. L'obra publicada l'any 1899 amb el títol de “El llegat de la parisenca dama de les camèlies” va tenir un gran èxit i es considerada com la primera novel·la occidental traduïda a la Xina, amb més de 10000 exemplars venuts.
Lin va decidir iniciar una gran nombre de traduccions amb el seu sistema, amb autors anglesos com Oliver Goldsmith, Henry Fielding, Daniel Defoe, Jonathan Swift i H.G. Wells o americans com Washington Irving, o l'escriptora Harriet Beecher Stowe. També va traduir obres de Tolstoi, Montesquieu, Ibsen i fins i tot El Quixot de Cervantes.
Entre 1898 i 1921 va traduir al xinès 180 obres de literatura occidental i va arribar a tenir vint col·laboradors que generalment havien estudiat a l'estranger. Al seu voltant, Lin generà tota una organització formada pels seus assistents, els editors, revisors i redactors, amb una xarxa relacionada amb el món literari cultural i polític i la fundació d'una societat literària a Fuzhou amb 19 poetes.
Lin Shu feia els escrits en wenyan (xinès clàssic 文言) i va ser un dels pocs escriptors que va protestar davant de la Revolució Literària de l'any 1917 que volia abolir el wenyan i adoptar el model baihua 白话 (xinès estàndard) basat en el mandarí oral. En aquest context Lin es va enfrontar amb diversos intel·lectuals de l'època com Cai Yuanpei, Chen Duxiu i Hu Shi.